# Кватенг, Энок
Энок Кватенг (фр. Enock Kwateng; 9 апреля 1997 года, Мант-ла-Жоли, Франция) — французский футболист, защитник клуба «Анкарагюджю».

## Клубная карьера
Энок — воспитанник клуба из своего города «Мант». В 15 лет переехал в академию «Нанта», которую окончил спустя два года и стал играть за вторую команду. С сезона 2015/2016 принимает участие в тренировках основного коллектива клуба. 15 августа 2015 года дебютировал в Лиге 1 в поединке против «Анже», выйдя на замену на 79-й минуте вместо Оливье Веньо. Всего в своём дебютном сезоне провёл две встречи.
21 декабря 2015 года подписал свой первый профессиональный контракт с клубом до 2019 года.

## Карьера в сборной
Кватенг постоянно вызывался в юношеские сборные Франции. Принимал участие в квалификационном и элитном отборочных раундах к чемпионату Европы 2016 года среди юношей до 19 лет. Также в составе сборной отправится на финальную часть.